# Артуро Гатті
Артуро Гатті (англ. Arturo "Thunder" Gatti; 15 квітня 1972 — 11 липня 2009) — канадський професійний боксер. Народився в Італії, ріс в Квебеку, Канада.
Артуро Гатті на прізвисько Грім був володарем чемпіонських поясів в першій напівлегкій (IBF, 1995—1998) і першій напівсередній (WBC, 2004—2005) вагових категоріях. Авторитетний американський журнал про бокс Ring чотири рази називав поєдинки за участю Гатті «боєм року». Гатті пішов з боксу в 2007 році у віці 35 років, після того, як був нокаутований мексиканцем Альфонсо Гомесом.
11 липня 2009 був знайдений мертвим в готелі куротного міста Порту-де-Галіньяс, штат Пернамбуку, Бразилія. Бразильська поліція визнала смерть Артуро Гатті насильницькою.